# Пропала школа
«Пропала школа» (англ. Drifting School) — американський фантастичний фільм 1995 року.

## Сюжет
Для знищення падаючого на Лос-Анджелес російського супутника, генерали з Пентагону застосовують космічну зброю. У результаті одна з міських шкіл разом з усіма, хто в ній знаходився, переноситься в далеке майбутнє. Перед цим у школі ховаються лідер релігійного культу і холоднокровний вбивця Кінг, що володіє надзвичайною гіпнотичною силою. Школярам доводиться вступити в сутичку не тільки з жахливими мутантами з майбутнього, а й з безжальним монстром з нашого часу.

## У ролях
- Біллі Драго — Томас Кінг
- Рон Мелендес — Джон Робінсон
- Генрі Сільва — генерал Стерн
- Бубба Сміт — Пітер Джексон
- Керолін Вільямс — Емілі Скотт
- Хіроюкі Конісі — Мацуо
- Ясутомі Фудзівара — Мак Охіомо
- Ендрю Барач — Пол
- Шеннон Ешер — Ненсі
- Марі Фудзіта — Сакіко
- Хілл Харпер — Сем
- Крістофер Лінч — Річард
- Даніелла Дойчер — Керолін
- Чарльз Говертон — Мартін
- Джулі Поп — Джейн Герберт
- Роберт Кіт — Джон Гарсія
- Девід Ральф — телеведучий
- Майкл Каллен — Ендрю Морган
- Девід Ст. Джеймс — Джош Хоффман
- Джозеф Менца — Генрі Скотт
- Том Хіггінс — батько Річарда
- Карл Кіарфаліо — поліцейський 1
- Ред Хортон — поліцейський 2
- Честер Е. Тріп III — поліцейський 3
- Коул МакЛарті — студент
- Дрейк Белл — Кенні Сміт